# 九二共識
九二共識（きゅうにきょうしき）とは、中華人民共和国と中華民国（台湾）の当局間で「一つの中国」問題に関して達成したとされる合意の通称である。
名称は、中国側窓口機関海峡両岸関係協会と台湾側窓口機関海峡交流基金会が、1992年に香港で行った協議に由来し、2000年4月に台湾の行政院大陸委員会主任委員蘇起が名付けて公表した。日本語では92コンセンサス、1992年コンセンサス、92年合意などと訳される。
合意内容について、中華民国側の主張は「双方とも『一つの中国』は堅持しつつ、その意味の解釈は各自で異なることを認める」（いわゆる一中各表）であり、中華人民共和国側の主張は「双方とも『一つの中国』を堅持する」（いわゆる一中原則）であるため、必ずしも一致していない。

## 概要
1949年、中国大陸の国共内戦を経て中国を掌握した中国共産党が中華人民共和国を10月1日に樹立し、中国国民党の指導する中華民国政府は遷台した。その後、中台双方の政権は長年、互いに相手を「反乱団体」と呼び、「二つの中国」は絶対に認めず「中国統一」を目指すという立場を堅持しながら対峙してきた。
1980年代後半に中台間の民間交流が一部解禁されたのに伴い、1991年に中台双方が民間の形式で窓口機関を設立（中国側：海峡両岸関係協会、台湾側：海峡交流基金会）、当局間の実務交渉が始まった。当初、中国側は「一つの中国」原則を協議事項に入れるよう強く要求したが、台湾側は「中国とは中華民国である」とする立場を譲らず拒否した。しかし、1992年の香港協議を通じて「一つの中国」原則を堅持しつつ、その解釈権を中台双方が留保する（いわゆる一中各表）という内容で口頭の合意が成立したという。これが九二共識といわれるものである。
しかし、1992年当時は合意が公表されたことはなく、1993年の双方窓口機関トップ会談でも合意が文書化されることはなかった。九二共識の存在は、2000年中華民国総統選挙で台湾独立を掲げる民主進歩党の陳水扁が当選した直後、対中政策・交渉を所管する大陸委員会主任の蘇起が初めて明らかにしたものである。蘇起は、1990年代の中台交渉の前提として九二共識があったとの見解を発表した。しかし、当時の陳水扁総統、李登輝前総統、黄昆輝行政大陸委員会元主任、辜振甫海峡交流基金会理事長らは、こぞってそのような合意は存在しないと反論し、台湾で一大論争となった。
台湾の論争が覚めやらぬまま九二共識肯定派の連戦国民党主席が2005年4月29日、胡錦涛共産党総書記との国共トップ会談を行い、両党の合意事項として初めて九二共識の文言が明記された（ただし一中各表は盛り込まれなかった）。民進党政権下の大陸委員会は、九二共識は存在しないとの公式見解を発表したが、国民党は当時の双方のやりとりの中に合意が存在したことがうかがえる資料が存在するなどと主張して九二共識を党の政治綱領に盛り込んだ。
さらに、2008年総統選を経て政権を奪回した国民党の馬英九総統が九二共識を基礎に中台関係を促進すると方針を決定した。しかし後任の蔡英文は九二共識の拒否を明確に打ち出している。

## 論争状況
台湾側の公式見解はあくまで九二共識と一中各表は同じというものであり、九二共識を基礎するとした馬英九総統も中国が一中各表を承認しなければ会談の席に着かないと明言していた。
一方、中国側は九二共識とは一中原則（一つの中国）であるとの立場であり、一中各表を公式に承認したことは一度もない。2010年8月11日、中国側の海峡両岸関係協会の李亜飛・副会長が台北での講演で、改めて九二共識は「一つの中国」原則の共通認識であるとの立場を表明したのに対し、台湾の総統府報道官は九二共識は一中各表と等しいと即座に反論している。
2012年総統選に出馬した民進党主席・蔡英文は、九二共識の存在を認めないとする従来の党見解を継承し、これに代わる「台湾共識」の国内法制化を目指すと表明した。馬英九は「台湾共識の中身が明らかでない」「九二共識を基礎としてきた協議は進められなくなり、両岸関係は再び不安定になる」などと批判している。蔡は2016年総統選の選挙戦で九二共識は唯一の選択肢ではないと主張、当選を果たしている。
2011年9月、台湾の対中国窓口機関海峡交流基金会は、中国側の海峡両岸関係協会から送られてきた1992年11月16日付書簡の現物を公表した。同書簡によれば「それぞれが『一つの中国』の原則を堅持することを口頭で表明する」ことで一致しているが、「『一つの中国』の意味は各自で異なることを認める」との台湾側の留保に対して「『一つの中国』の政治的意味には触れない」と記述しているという。

## 台湾世論の反応
大陸委員会の2011年9月実施の世論調査によると、「九二共識」の「一つ中国は中華民国を意味する」という馬政権の公式見解について賛同49.4％、不賛同34.7％、「九二共識、一中各表」を両岸関係協議の基礎とすることについて賛同48.4％、不賛同32.9％、「九二共識」は国民党と共産党のコンセンサスであるとの見方に賛同25.1％、不賛同51.7％、「不統（統一しない）、不独（独立しない）、不武（武力行使しない）」の原則を支持74.8％、不支持16.6％という結果が出ている。